# McNeil (Arkansas)
McNeil è una città degli Stati Uniti d'America situata nello Stato dell'Arkansas, nella Contea di Columbia.